# 650 Амалазунта
(650) Амалазунта (Amalasuntha; 1907 AM) е астероид от главния пояс, открит на 4 октомври 1907 г. от немския астроном Аугуст Копф в Хайделберг. Наречен е на остготската кралица Амалазунта.